# Stalkya muscicola
Stalkya muscicola – gatunek roślin z monotypowego rodzaju Stalkya z rodziny storczykowatych (Orchidaceae). Rośliny są endemitami występującymi w Wenezueli w Ameryce Południowej.

## Systematyka
Gatunek sklasyfikowany do podplemienia Spiranthinae w plemieniu Cranichideae, podrodzina storczykowe (Orchidoideae), rodzina storczykowate (Orchidaceae), rząd szparagowce (Asparagales) w obrębie roślin jednoliściennych.